# 奥伊彭
奥伊彭（德語：Eupen，德語發音：[ˈɔʏpn̩] ⓘ，法語發音：[øpɛn] ⓘ）是比利时瓦隆大区列日省韋爾維耶區的一个语言便利城市，东临德国，通行德语，是比利時德語社群与东比利时的一部分，也是比利時德語社群的首府，人口19,526人（2018年1月1日）。作为一个语言便利市镇，奥伊彭市政部门为法语使用者提供法语服务。